# Liste der Naturdenkmale in Gernsbach
| Naturdenkmale | Anzahl |
| ------------- | ------ |
| FND           | 1      |
| END           | 3      |
| Gesamt        | 4      |

Die Liste der Naturdenkmale in Gernsbach nennt die verordneten Naturdenkmale (ND) der im baden-württembergischen Landkreis Rastatt liegenden Stadt Gernsbach. In Gernsbach gibt es insgesamt vier als Naturdenkmal geschützte Objekte, davon ein flächenhaftes Naturdenkmal (FND) und dreiS Einzelgebilde-Naturdenkmale (END).
Stand: 31. Oktober 2016.

## Flächenhafte Naturdenkmale (FND)
| Name                     | Bild | Kennung     | Einzelheiten | Position | Fläche Hektar | Datum         |
| ------------------------ | ---- | ----------- | ------------ | -------- | ------------- | ------------- |
| Weinauer Murgwiesen      | BW   | 82160170005 | Gernsbach    | ⊙        | 2,0           | 10. Dez. 1990 |
| Legende für Naturdenkmal |      |             |              |          |               |               |

## Einzelgebilde (END)
| Name                     | Bild | Kennung     | Einzelheiten                                                                     | Position | Fläche Hektar | Datum         |
| ------------------------ | ---- | ----------- | -------------------------------------------------------------------------------- | -------- | ------------- | ------------- |
| Orgelfelsen              |      | 82160170006 | Gernsbach                                                                        | ⊙        | 0,0           | 14. Nov. 1939 |
| Rockertfelsen            |      | 82160170007 | Gernsbach                                                                        | ⊙        | 0,0           | 14. Nov. 1939 |
| 3 Linden                 | BW   | 82160170001 | Gernsbach Die drei Linden auf der Nordseite der St. Jakobskirche wurden gefällt. | ⊙        | 0,0           | 29. Apr. 1942 |
| Legende für Naturdenkmal |      |             |                                                                                  |          |               |               |